# خواكين ريفاس
خواكين ريفاس (بالإسبانية: Joaquin Rivas)‏ هو لاعب كرة قدم سلفادوري في مركزي الوسط والهجوم، ولد في 26 أبريل 1992 في سانتا آنا مونيسباليتي في السلفادور. لعب مع نادي ساكارامينتو ريببلك ونادي سانت لويس.

## وصلات خارجية
- خواكين ريفاس على موقع قاعدة بيانات كرة القدم.إي يو (الإنجليزية)
- خواكين ريفاس على موقع ناشيونال فوتبول تيمز (الإنجليزية)
- خواكين ريفاس على موقع Soccerway.com (الإنجليزية)
- خواكين ريفاس على موقع عالم كرة القدم.نت (الإنجليزية)